# اما فورمن
اما فورمن (به انگلیسی: Emma Fuhrmann) (زاده ۱۵ سپتامبر ۲۰۰۱) بازیگر آمریکایی است. از فیلم‌های معروف او می‌توان به جادوی بل آیل اشاره کرد.